# Тигель

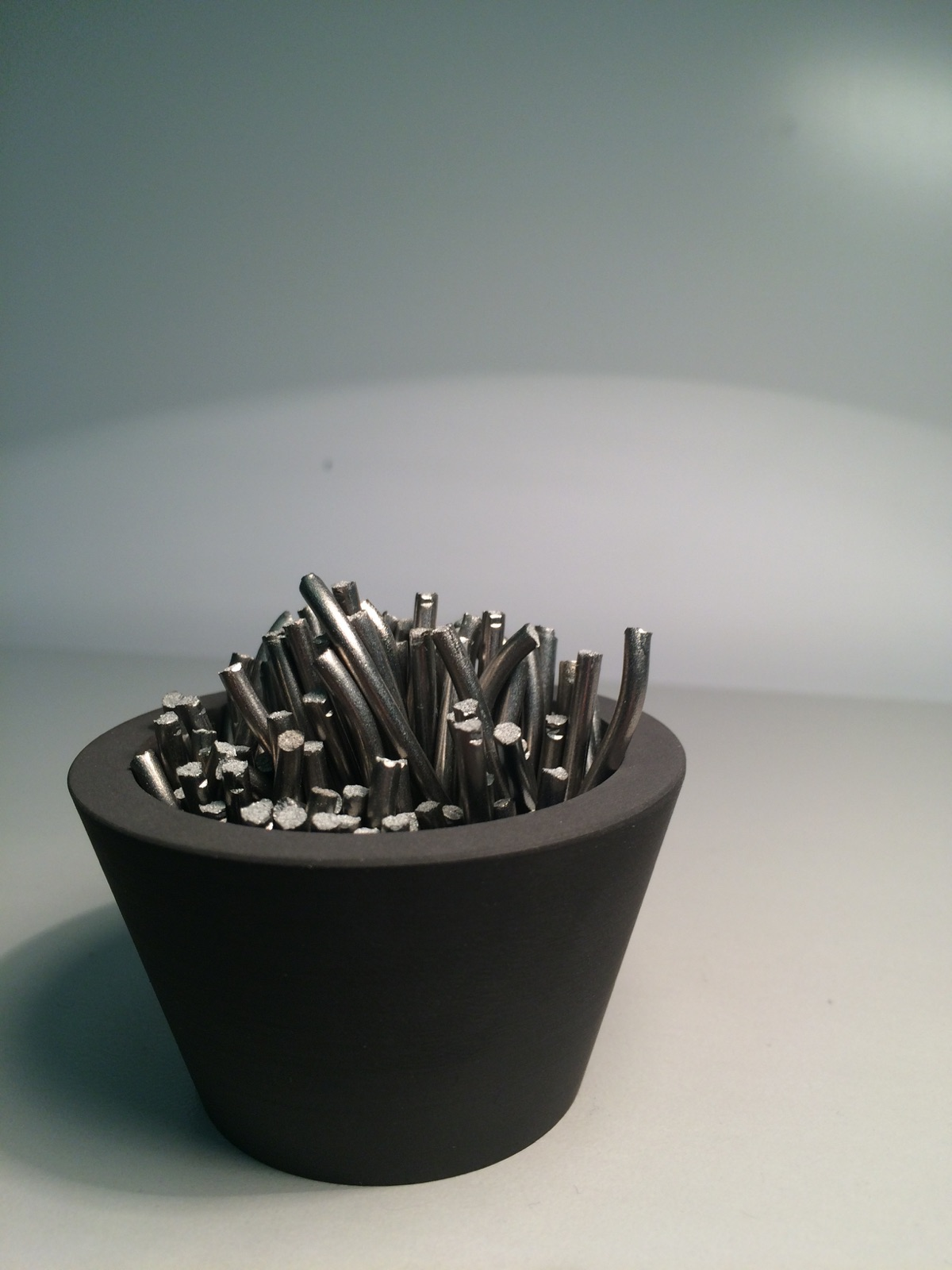
Графитовый тигель для плавки металла (гафний)

Тигель (от нем. Tiegel — горшок) — это ёмкость для нагрева, высушивания, сжигания, обжига или плавления различных материалов. Тигли — это неотъемлемая часть металлургического и лабораторного оборудования при литье различных металлов, сплавов, и пр. Отличительной особенностью тиглей является применение для их конструкции огнеупорных материалов и высокоустойчивых к различным воздействиям металлов и сплавов.
Тигель имеет обычно коническую (усечённый конус) или цилиндрическую форму. Разновидностью тиглей являются также плавильные чашки, плавильные лодочки.

## Маркировка тиглей

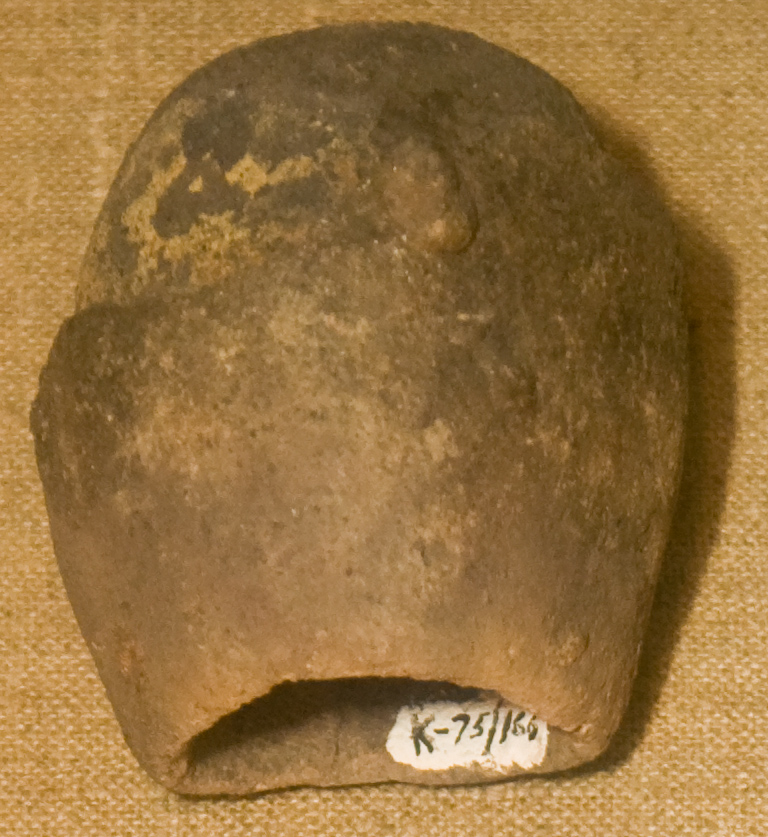
Тигель (VIII—IX век). Археологические раскопки 1970-х годов, городище Камно, Псковская область. Государственный музей истории Санкт-Петербурга

Каждый тигель имеет марку (номер), и этот номер означает ёмкость тигля. Тигли маркируются от 1 до 300. В металлургии, как наиболее массовой отрасли промышленности, потребляющей тигли, за одну условную единицу ёмкости (1) принимается объём, равный 0,142 дм³ (или удельная вместимость 1 кг бронзы) при условии, что тигель наполнен металлом на 85 %. Например, вместимость тигля марки 20 соответствует 2,84 дм³, или, иными словами, — 20 кг расплавленной бронзы.

## Применение тиглей
Тигли разных форм, размеров и из различных материалов применяются:
- Металлургия: плавление, обжиг, сжигание, разливка металлов, флюсов, рудных концентратов.
- Металлообработка: литьё, обжиг, отжиг и др.
- Лабораторная техника: растворение, сжигание, плавление, взвешивание и др.
- Химическая промышленность: растворение, сжигание, плавление, гомогенизация и др.

## Материалы для производства тиглей

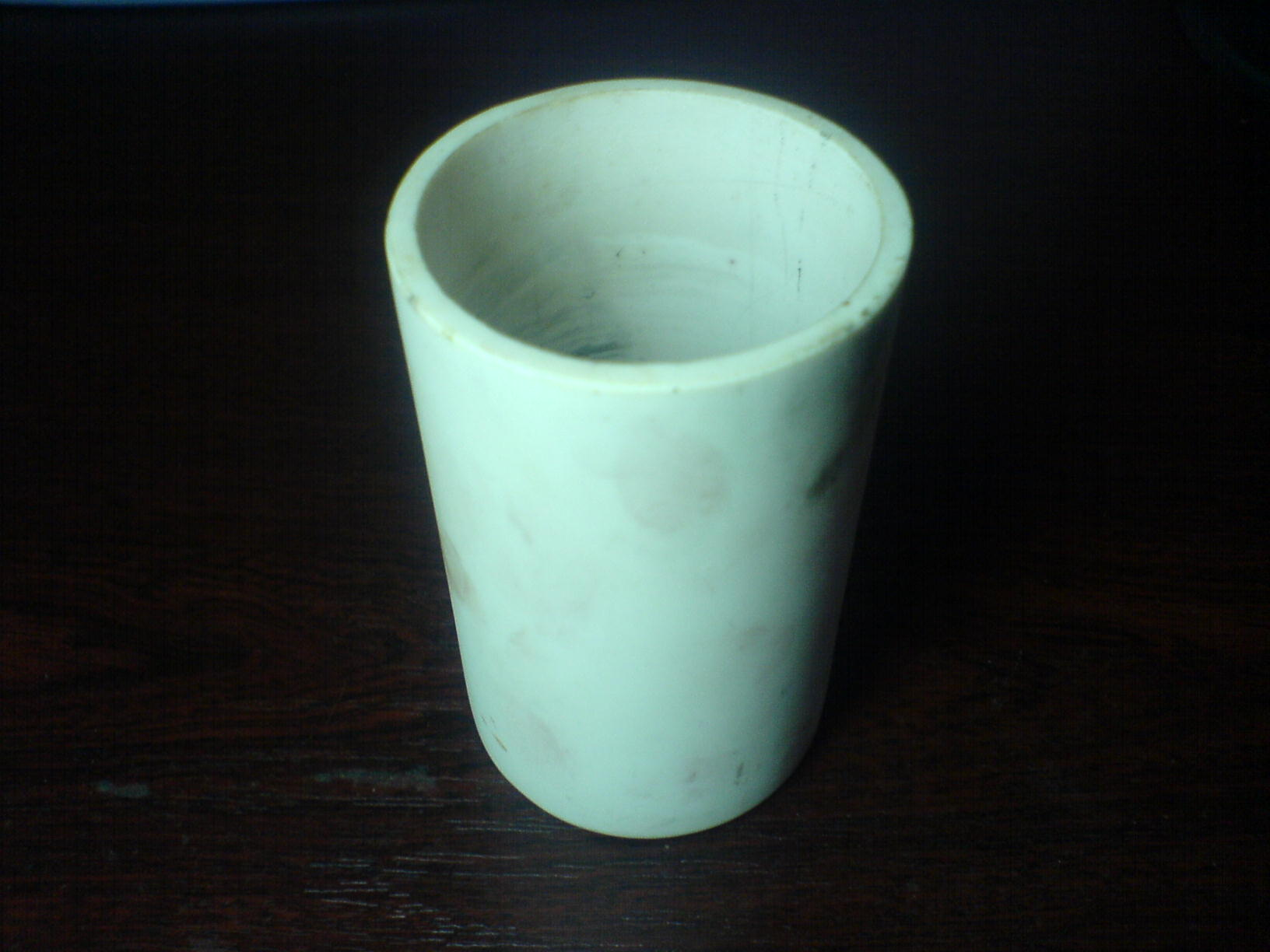
Тигель для плавки металла (корунд)

Для производства тиглей в различных областях применения, применяются следующие материалы:
Цирконий, платина — инертные тигли для лабораторий.

### Металлургия,металлообработка,химическая промышленность
- Огнеупорные материалы общего назначения: плавление и розлив чёрных металлов, флюсов.
- Оксидные огнеупорные материалы: карборунд, корунд, оксид циркония, оксид хрома, оксид церия, оксид иттрия и др.
- Графит: розлив цветных металлов.
- Сталь, чугун: для работы с неагрессивными материалами, плавление легкоплавких металлов (свинец, олово, цинк, кадмий, амальгамы, щелочные металлы, сурьма, галлий, индий, таллий, висмут).
- Кварц: плавленный и спеченный кварц.
- Базальт: плавленный базальт.
- Тантал: металлургия лантаноидов.

### Лабораторная техника
- Термостойкое стекло: «пирекс», «симакс», и др.
- Кварц: Плавленный кварц.
- Фарфор: химстойкий фарфор.
- Высокочистый графит: плавка и обжиг.
- Оксидные огнеупорные материалы: оксиды — хрома, алюминия, бериллия, циркония, тория, урана, церия, иттрия, скандия и др.

Платина: точные химические работы, операции с плавиковой кислотой и др.
- Высокие тигли из платины: от 3,4 грамма до 365 граммов. Ёмкость от 4 см³ до 310 см³.
- Широкие тигли из платины: от 9 до 26 г. Ёмкость от 9 см³ до 27 см³.
- Микротигли из платины: от 0,5 до 2,1 г. Ёмкость от 0,3 см³ до 2,3 см³.

Золото: особо точные химические работы.
- Высокие тигли из золота: от 3,1 до 22 г. Ёмкость от 4 см³ до 25 см³.
- Микротигли из золота: от 0,45 до 1,9 г. Ёмкость от 0,3 см³ до 2,3 см³.

Серебро: работа с расплавами щелочей.
- Высокие тигли из серебра: от 3,6 до 49 г. Ёмкость от 4 см³ до 54 см³.
- Широкие тигли из серебра: от 9 до 27 г. Ёмкость от 9 см³ до 27 см³.

- Никель: работа с расплавами щелочей.
- Иридий: особо точные лабораторные работы, выращивание драгоценных камней.
- Родий: измерение констант, выращивание драгоценных камней.
- Молибден: выращивание монокристаллов драгоценных камней и др.
- Ниобий: работа с агрессивными кислотами и расплавами лантаноидов.
- Вольфрам: работа в области сверхвысоких температур в вакууме или защитной атмосфере.

## История совершенствования технологии
Тигельный процесс, при котором высококачественная сталь получается выплавлением металла в специальных горшках из огнеупорных материалов, применялся на Ближнем Востоке, в Средней Азии, Шри-Ланке, Индии, Персии. Такая сталь использовалась для изготовления оружия, в том числе булатных клинков. В Чахаке (Южный Иран) в XI веке при выплавке стали добавляли хромит. Позже метод тигельной плавки был возрождён в XVIII веке английским металлургом Бенджамином Хантсманом. Другой вид тигельной плавки стали был разработан в 1837 году русским инженером Павлом Аносовым. В XIX веке и до 1920 годов тигельный процесс применялся для получения высококачественной инструментальной стали.
В 1964 году компания Aug. Gundlach KG начала промышленное производство графитовых тиглей методом изостатического прессования и запатентовала этот метод в Германии и ряде других стран.
В 1992 году Aug. Gundlach KG заменила использование каменноугольного пека в качестве связующего на синтетические смолы с целью уменьшения брака при производстве тиглей и уменьшения выбросов вредных веществ при производстве и эксплуатации.